# Insurreição jihadista no Iémen
Insurreição jihadista no Iémen refere-se a uma conflito armado entre os governos do Iémen, com apoio dos Estados Unidos, e os grupos jihadistas iemenitas, especialmente a Al-Qaeda e seus grupos afiliados, como parte da Guerra ao Terror.
A repressão governamental teve início em 2001 e intensificou-se em 14 de janeiro de 2010, quando o governo do Iémen declarou uma guerra aberta contra os fundamentalistas islâmicos. Além de combater os militantes da Al-Qaeda em várias províncias, o governo também enfrentava uma insurgência xiita no norte e tentava conter uma rebelião de grupos separatistas no sul.
Os combates contra a al-Qaeda aumentaram durante o decorrer da revolução iemenita em 2011, quando os islamitas tomaram o controle de boa parte da província de Abyan e a declararam um emirado islâmico. Durante os primeiros meses de 2012, os militantes conseguiram o controle de outras cidades em todo o sudoeste do país, em meio às pesadas batalhas com as Forças Armadas do Iémen.
Em maio de 2013 terroristas explodiram principal oleoduto do Iêmen, interrompendo o fluxo de petróleo bruto.
Em 19 de março de 2015, a insurgência dos jihadistas escalou em uma guerra civil em grande escala depois que os combatentes houthis tomaram Saná e expulsaram o presidente interino Hadi, fraturando o governo iemenita entre o governo Hadi e o recém-formado Conselho Político Supremo dos houthis. A guerra civil, assim, levou ao aumento da presença dos jihadistas no Iêmen, a um confronto entre a al-Qaeda e o braço iemenita do Estado Islâmico e a junção das insurgência dos jihadistas sunitas, dos houthis do norte e dos separatistas do sul em um único conflito.

## Cenário
O Iêmen tem sido pressionado para agir contra a al-Qaeda, desde que ataques a seus dois principais aliados, a Arábia Saudita e os Estados Unidos, tem ocorrido por militantes provenientes de solo iemenita.
O conflito entre o exército e o grupo terrorista Al-Qaeda ocorre desde 2001, quando ocorreram os primeiros confrontos entre as duas partes.
No entanto, em 2009, o Iêmen emergiu como uma nova frente na guerra contra o terrorismo, na sequência de relatos de que Umar Farouk Abdulmutallab, um jovem nigeriano que tentou, sem sucesso, atacar um avião civil em Detroit, havia sido treinado no país. Este incidente ressaltou a forte presença de jihadistas no país e levou ao envolvimento dos Estados Unidos no conflito.
Desde então, têm ocorrido inúmeros combates entre tropas do governo e os insurgentes islâmicos, cuja presença se espalhou por todo o país, especialmente na área do antigo Iêmen do Sul.
Sob a presidência de Ali Abdullah Saleh, seus opositores o consideravam culpado pela situação no sul do Iêmen, ao não tomar medidas suficientes para conter o afluxo da al-Qaeda e alguns grupos críticos inclusive asseguraram que estava usando a presença da organização terrorista como um argumento para criar um temor de uma expansão islâmica caso seu governo caísse e, assim, reforçar o seu poder e apoio internacional.
Depois da Primavera Árabe, que acabou derrubando Saleh, os insurgentes usaram o caos que surgiu para expandir sua presença no país.
Seu sucessor, o presidente  Abd Rabbuh Mansur Al-Hadi, iniciou uma reforma no exército e ordenou o lançamento de uma nova ofensiva, tendo proposto a "destruição da Al-Qaeda".

## Envolvimento dos Estados Unidos
Os serviços de inteligência dos Estados Unidos têm participado ativamente da campanha ao lançar mísseis de cruzeiro e o uso de drones. O primeiro dos bombardeios com tais equipamentos foi em 2002, no qual foi eliminado o coordenador do atentado ao USS Cole.
Outros dos importantes ataques com drones foi o que matou Anwar al-Awlaki, um clérigo islamista ligado à Al Qaeda que morreu em um bombardeio da CIA em 30 de outubro de 2010.
Também eliminaram em 2012 Fahd al-Quso (líder local da Al-Qaeda e um dos terroristas mais procurados pelo FBI) e em janeiro de 2013 Said al Shehri, número dois da Al Qaeda no Iêmen.
Os irmãos Kaid e Nabil al Dhahab, figuras importantes da Al Qaeda na província de Abyan, foram alvo de um ataque com drones no maio de 2012, mas sobreviveram. No entanto, Kaid foi finalmente eliminado em agosto de 2013, pondo fim ao seu autoproclamado califado. No entanto, Nabil permaneceu livre.
Os drones estadunidenses também eliminaram outros líderes menores da Al Qaeda no Iêmen como Abdullah Hussein al Waeli e Mohammed al Ameri.

## Situação civil
Nas cidades sob o controle da Al-Qaeda que se declaram pequenos "emirados islâmicos"  tem sido imposta uma interpretação rigorosa da sharia. São realizadas muitas prisões arbitrárias e, sobretudo, execuções de soldados. Isso tem causado muitos deslocamentos de civis que migram para áreas mais seguras como as cidades de Aden e Sana.

Situação no Iêmen em outubro de 2011.

Situação em março de 2012